# インターナショナルシステムリサーチ
株式会社インターナショナルシステムリサーチ（英: International Systems Research Co.）は、東京都中野区に本社を置き、自社開発のクラウド認証セキュリティサービスを提供する日本の企業である。通称は「ISR」。

## 概要
現在の主要サービスは「CloudGate UNO」。Google Workspace（旧G Suite）をはじめとする各クラウドサービスへアクセスする際のセキュリティを高める機能を持つ。主な機能としては本人確認とアクセスコントロール、また、SSO（シングルサインオン）が挙げられる。
2019年からは新たに日本発世界初となるクラウド型パスワードレス認証サービスの提供を開始した。現在は、従来の「SSO・アクセス制限プラン」に加えて「パスワードレス認証プラン」を新たに導入し、FIDOアライアンスのメンバーで「Yubikey」を提供するスウェーデンのYubico社や「GoldenGate」を提供する韓国のeWBM社のセキュリティトークンベンダーと連携したサービスを提供している。

## 沿革
- 1993年9月 - スーパーコンピュータ活用のコンサルティング会社として、株式会社インターナショナルシステムリサーチを設立[6]
- 1996年1月 - Webページをデータベースと連動させるためのミドルウェア「Zolar」を自社販売
- 2004年4月 - モバイルIP電話「PPPhone」リリース
- 2008年3月 - Google Enterprise Professional for Apps に認定
- 2008年11月 - ｢Google Enterprise Day 2008 Tokyo｣に出展し、Google Apps™ソリューションディベロッパーアワードを受賞
- 2008年12月 - Google Apps™対応SSO ASPサービスを「CloudGate」として提供開始
- 2013年11月 - CloudGateシリーズの最新版「CloudGate UNO」リリース
- 2014年10月 - FIDOアライアンス加盟
- 2015年11月 - 本社を東京都中野区本町に移転
- 2016年1月 - フィリピン セブ島に子会社を設立
- 2016年3月 - CloudGate UNOがFIDO Certified®︎認定を取得
- 2017年4月 - アメリカ シアトルに子会社を設立
- 2017年6月 - カナダ ビクトリアに子会社を設立
- 2017年8月 - 日本国内で初のGoogle Cloud プレミアパートナー（テクノロジートラック）認定を取得 2017年11月 - 「CloudGate Key Manager」リリース
- 2019年5月 - CloudGate UNOによるパスワードレス認証サービスの提供開始
- 2019年6月 - CloudGate UNOがFIDO2認定を取得